# Doncourt-sur-Meuse
Doncourt-sur-Meuse là một xã thuộc tỉnh Haute-Marne trong vùng Grand Est đông bắc nước Pháp. Xã này nằm ở khu vực có độ cao trung bình 322 mét trên mực nước biển.